# Fun Radio
Fun Radio 95.3 är en radiostation i sydvästra Skåne som sänder dygnet runt och hörs över Malmö, Lund och den omgivande landsbygden. Stationens slogan är "Världens största hits". Detta omfattar musik från olika genrer, främst aktuell popmusik. Stationen började sända 8 februari 2008. Stationen sänder på ett närradiotillstånd i Svedala kommun.
På radiostationen sänds varje lördagskväll programmet A State Of Trance med DJ:n Armin van Buuren.
Medarbetarna har ett förflutet på studentradiostationen Radio AF i Lund.